# نامر (ناقلة جنود مدرعة)
نامر هي ناقلة جنود مدرعة إسرائيلية مبنية على هيكل دبابة ميركافا مارك 4. تم تطوير نامر وتجميعها من قبل فيلق العتاد. وقد دخلت الخدمة بأعداد محدودة في الجيش الإسرائيلي منذ نهاية عام 2008.